# Gimnastyka na Igrzyskach Wspólnoty Narodów 2010
Gimnastyka na Igrzyskach Wspólnoty Narodów 2010 rozegrana została w dniach 4 - 14 października 2010 w Indira Gandhi Arena w Delhi. Zawody w gimnastyce sportowej miały miejsce w dniach 4 do 8 października, natomiast rywalizacja w gimnastyce artystycznej odbyła się w dniach 12 do 14 października. Tabelę medalową zawodów gimnastycznych wygrali Australijczycy, którzy wygrali 12 z 20 konkurencji gimnastycznych. 

## Gimnastyka sportowa
Mężczyźni
| Konkurencja            | |                                                                                     |                                                                                   |
| ---------------------- | --- | ----------------------------------------------------------------------------------- | --------------------------------------------------------------------------------- |
| Wielobój drużynowy     | Australia · Samuel Offord · Joshua Jefferis · Thomas Pichler · Luke Wiwatowski · Prashanth Sellathurai | Anglia · Max Whitlock · Luke Folwell · Danny Lawrence · Reiss Beckford · Steve Jehu | Kanada · Jason Scott · Robert Watson · Tariq Dowers · Anderson Loran · Ian Galvan |
| Wielobój indywidualnie | Luke Folwell                                                                                           | Reiss Beckford                                                                      | Joshua Jefferis                                                                   |
| Ćwiczenia na podłodze  | Thomas Pichler                                                                                         | Reiss Beckford                                                                      | Ashish Kumar                                                                      |
| Koń z łękami           | Prashanth Sellathurai                                                                                  | Max Whitlock                                                                        | Jonathan Chan Thuang Tong                                                         |
| Kółka                  | Samuel Offord                                                                                          | Luke Folwell                                                                        | Herodotos Giorgallas                                                              |
| Skoki                  | Luke Folwell                                                                                           | Ashish Kumar                                                                        | Ian Galvan                                                                        |
| Poręcze                | Joshua Jefferis                                                                                        | Luke Folwell                                                                        | Prashanth Sellathurai                                                             |
| Drążek                 | Dimitris Krasias                                                                                       | Anderson Loran                                                                      | Max Whitlock                                                                      |

Kobiety
| Konkurencja            |                                                                                                  |                                                                                         | |
| ---------------------- | ------------------------------------------------------------------------------------------------ | --------------------------------------------------------------------------------------- | --- |
| Wielobój drużynowo     | Australia · Emily Little · Ashleigh Brennan · Georgia Bonora · Lauren Mitchell · Georgia Wheeler | Anglia · Charlotte Lindsley · Laura Edwards · Jocelyn Hunt · Imogen Cairns · Becky Wing | Kanada · Gabby May · Cynthia Lemieux-Guillemette · Kristin Klarenbach · Emma Willis · Catherine Dion |
| Wielobój indywidualnie | Lauren Mitchell                                                                                  | Emily Little                                                                            | Georgia Bonora                                                                                       |
| Skoki                  | Imogen Cairns                                                                                    | Jennifer Mbali Khwela                                                                   | Gabby May                                                                                            |
| Poręcze asymetryczne   | Lauren Mitchell                                                                                  | Georgia Bonora                                                                          | Cynthia Lemieux-Guillemette                                                                          |
| Równoważnia            | Lauren Mitchell                                                                                  | Lim Heem Wei                                                                            | Cynthia Lemieux-Guillemette                                                                          |
| Ćwiczenia na podłodze  | Imogen Cairns                                                                                    | Lauren Mitchell                                                                         | Ashleigh Brennan                                                                                     |

## Gimnastyka artystyczna
| Konkurencja            |                                                             |                                                                   |                                                       |
| ---------------------- | ----------------------------------------------------------- | ----------------------------------------------------------------- | ----------------------------------------------------- |
| Wielobój drużynowo     | Australia Naazmi Johnston · Janine Murray · Danielle Prince | Kanada Mariam Chamilova · Demetra Mantcheva · Alexandra Martincek | Anglia Rachel Ennis · Francesca Fox · Lynne Hutchison |
| Wielobój indywidualnie | Naazmi Johnston                                             | Chrystalleni Trikomiti                                            | Elaine Koon                                           |
| Piłka                  | Naazmi Johnston                                             | Elaine Koon                                                       | Chrystalleni Trikomiti                                |
| Obręcz                 | Elaine Koon                                                 | Francesca Jones                                                   | Chrystalleni Trikomiti                                |
| Wstążka                | Chrystalleni Trikomiti                                      | Naazmi Johnston                                                   | Elaine Koon                                           |
| Skakanka               | Chrystalleni Trikomiti                                      | Naazmi Johnston                                                   | Elaine Koon                                           |

## Tabela medalowa
| Poz. | Państwo           |    |    |    | Łącznie |
| ---- | ----------------- | -- | -- | -- | ------- |
| 1    | Australia         | 12 | 5  | 4  | 21      |
| 2    | Anglia            | 4  | 7  | 2  | 13      |
| 3    | Cypr              | 3  | 1  | 3  | 7       |
| 4    | Malezja           | 1  | 1  | 3  | 5       |
| 5    | Kanada            | 0  | 2  | 6  | 8       |
| 6    | Indie             | 0  | 1  | 1  | 2       |
| 6    | Singapur          | 0  | 1  | 1  | 2       |
| 8    | Południowa Afryka | 0  | 1  | 0  | 1       |
| 8    | Walia             | 0  | 1  | 0  | 1       |
|      | Łącznie           | 20 | 20 | 20 | 60      |

     Kolorem niebieskim oznaczono gospodarza igrzysk.